# 羅里聯合車站
罗里联合车站 （英語：Raleigh Union Station）是位于美国北卡罗来纳州罗里的轉運站。鐵路服务于2018年7月10日开始，主要建築為美鐵火车站，未来相邻建築将用作GoTriangle的巴士总站 。本站位於CSX和諾福克南方鐵路的交會處（Boylan Wye），鄰近罗利市中心的仓库历史区。 。 
截至2018年，它是美国东南部第七繁忙的车站。 

## 未来計畫
本站的設計預留重大擴展空間。計畫會有第二個島式月台與第三條路線以及諾福克南方的H線加入服務，以供发展中的Durham-Wake通勤铁路使用。此外還計畫有北大廳與新的島式月台和路線以供未來的東南高速鐵路路廊使用。   

## 外部連結
1. ↑  . NCDOT.   [2018-03-01]. （原始内容存档于2017-12-14）.
2. ↑   (新闻稿). Raleigh, NC: North Carolina Department of Transportation. July 10, 2018  [July 10, 2018]. （原始内容存档于2018-07-11）.
3. ↑   (PDF). Amtrak.   [December 28, 2019]. （原始内容存档 (PDF)于2021-03-19）.
4. ↑   (PDF). Amtrak. November 2017  [December 28, 2019]. （原始内容存档 (PDF)于2020-02-13）.
5. ↑  . Amtrak.   [2018-03-01]. （原始内容存档于2021-04-29）.
6. ↑   (PDF). North Carolina Department of Transportation. March 2014  [November 13, 2017]. （原始内容 (PDF)存档于2018-07-10）.
7. ↑  . North Carolina Department of Transportation.   [July 24, 2018]. （原始内容存档于2019-09-25）.